# Tokyo Showdown
The Tokyo Showdown är en liveplatta, släppt 2001, av melodisk death metal-bandet In Flames från Göteborg. Albumet är inspelat i Japan, november 2000, under Clayman world tour 2000-2001.

## Låtlista
1. Bullet Ride - 4:41
2. Embody The Invisible - 3:42
3. Jotun - 3:33
4. Food For The Gods - 4:24
5. Moonshield - 4:25
6. Clayman - 3:36
7. Swim - 3:21
8. Behind Space - 3:52
9. Only For The Weak - 4:31
10. Gyroscope - 3:25
11. Scorn - 3:50
12. Ordinary Story - 4:15
13. Pinball Map - 4:33
14. Colony - 4:47
15. Episode 666 - 3:37

## Banduppsättning
- Anders Fridén - sång
- Daniel Svensson - trummor
- Peter Iwers - bas
- Jesper Strömblad - gitarr
- Björn Gelotte - gitarr
- Dick Löwgren - bas (ersatte Peter Iwers vid dennes föräldraledighet)